# Finale de la Coupe Stanley 1919
Année précédente Année suivante
La finale de la Coupe Stanley 1919 fait suite aux saisons 1918-1919 de la Ligue nationale de hockey et de l'Association de hockey de la Côte du Pacifique. Pour la première fois de l'histoire de la Coupe Stanley, aucun vainqueur n'est désigné en raison d'une pandémie de grippe.

## Contexte
Comme l'année précédente, la Coupe Stanley oppose le vainqueur de la Ligue nationale de hockey à celui de l'Association de hockey de la Côte du Pacifique. Pour la LNH, les Canadiens de Montréal gagnent le droit de disputer la Coupe Stanley en battant les Sénateurs d'Ottawa 4 victoires à 1 lors d'une série jouée au meilleur des 7 matchs. Les représentants de la PCHA sont les Millionnaires de Vancouver qui ont remporté la saison en devançant les Metropolitans de Seattle d'une victoire.
Les deux ligues ayant des règlements différents, la série est jouée alternativement selon les règles de l'une puis de l'autre.

## Finale
Lors de cette série jouée à Seattle, l'équipe locale surclasse Montréal lors du premier match 7-0. Montréal se reprend en remportant la deuxième rencontre 4-2 avant de perdre la troisième en encaissant à nouveau 7 buts. Le quatrième match se termine sur un score nul et vierge après deux prolongations puis les Canadiens remportent le cinquième 4-3 après prolongation. Les deux équipes à égalité deux victoires chacune, un sixième match doit se disputer le 1er avril mais en raison d'une pandémie de grippe qui affecte 5 joueurs des Canadiens, ce match n'est pas disputé et la Coupe Stanley n'est pas attribuée.

### Résultats des matchs
Le premier match se joue selon la règle de l'Association de hockey de la Côte du Pacifique avec 7 joueurs sur la glace pour chaque équipe.
| 19 mars | Seattle | 7-0 (2-0, 3-0, 2-0) | Montréal | Seattle Ice Arena |

| Feuille de match | Feuille de match | Feuille de match            | Feuille de match | Feuille de match       |
| ---------------- | --- | --------------------------- | ---------------- | ---------------------- |
|                  | Murray (Rickey) — 4 min 51 s Foyston — 8 min 34 s Murray (Wilson) — 25 min 58 s Foyston (McDonald) — 29 min 55 s Walter — 36 min 38 s Foyston — 45 min 43 s McDonald (Rickey) — 54 min 44 s | 1-0 2-0 3-0 4-0 5-0 6-0 7-0 |                  | Arbitrage : Mickey Ion |
| Hap Holmes       | Gardiens | Georges Vézina              |                  | Arbitrage : Mickey Ion |
|                  | |                             |                  | Arbitrage : Mickey Ion |
|                  | |                             |                  | Arbitrage : Mickey Ion |

Le deuxième match se joue selon la règle de la Ligue nationale de hockey avec 6 joueurs sur la glace pour chaque équipe.
| 22 mars | Seattle | 2-4 (0-1, 0-2, 2-1) | Montréal | Seattle Ice Arena |

| Feuille de match | Feuille de match                        | Feuille de match        | Feuille de match                                                                       | Feuille de match       |
| ---------------- | --------------------------------------- | ----------------------- | -------------------------------------------------------------------------------------- | ---------------------- |
|                  | Rowe — 51 min 3 s Foyston — 51 min 11 s | 0-1 0-2 0-3 0-4 1-4 2-4 | Lalonde — 8 min 44 s Lalonde — 28 min 18 s Lalonde — 36 min 35 s Lalonde — 49 min 49 s | Arbitrage : Mickey Ion |
| Hap Holmes       | Gardiens                                | Georges Vézina          |                                                                                        | Arbitrage : Mickey Ion |
|                  |                                         |                         |                                                                                        | Arbitrage : Mickey Ion |
|                  |                                         |                         |                                                                                        | Arbitrage : Mickey Ion |

Le troisième match se joue avec 7 joueurs sur la glace pour chaque équipe.
| 24 mars | Seattle | 7-2 (4-0, 0-0, 3-2) | Montréal | Seattle Ice Arena |

| Feuille de match | Feuille de match | Feuille de match                    | Feuille de match                                                  | Feuille de match       |
| ---------------- | --- | ----------------------------------- | ----------------------------------------------------------------- | ---------------------- |
|                  | Foyston — 1 min 3 s Foyston — 7 min 41 s Wilson (Foyston) — 15 min 54 s Foyston (Wilson) — 18 min 36 s Foyston — 52 min 39 s Murray (Wilson) — 52 min 51 s Rickey — 54 min 57 s | 1-0 2-0 3-0 4-0 4-1 4-2 5-2 6-2 7-2 | Cleghorn (Pitre) — 43 min 21 s Berlinguette (Pitre) — 52 min 34 s | Arbitrage : Mickey Ion |
| Hap Holmes       | Gardiens | Georges Vézina                      |                                                                   | Arbitrage : Mickey Ion |
|                  | |                                     |                                                                   | Arbitrage : Mickey Ion |
|                  | |                                     |                                                                   | Arbitrage : Mickey Ion |

Le quatrième match se joue avec 6 joueurs sur la glace pour chaque équipe.
| 26 mars | Seattle | 0-0 (2 pr) (0-0, 0-0, 0-0, 0-0, 0-0) | Montréal | Seattle Ice Arena |

| Feuille de match | Feuille de match | Feuille de match | Feuille de match | Feuille de match       |
| ---------------- | ---------------- | ---------------- | ---------------- | ---------------------- |
|                  |                  |                  |                  | Arbitrage : Mickey Ion |
| Hap Holmes       | Gardiens         | Georges Vézina   |                  |                        |
|                  |                  |                  |                  |                        |
|                  |                  |                  |                  |                        |

Le cinquième match se joue avec 7 joueurs sur la glace pour chaque équipe.
| 29 mars | Seattle | 3-4 (pr) (2-0, 1-0, 0-3, 0-1) | Montréal | Seattle Ice Arena 4 000 spectateurs |

| Feuille de match | Feuille de match                                               | Feuille de match            | Feuille de match                                                                                            | Feuille de match       |
| ---------------- | -------------------------------------------------------------- | --------------------------- | --- | ---------------------- |
|                  | Foyston — 5 min 40 s Walker — 12 min 52 s Walker — 21 min 18 s | 1-0 2-0 3-0 3-1 3-2 3-3 3-4 | Cleghorn (Couture) — 44 min Lalonde (Berlinguette) — 45 min 1 s Lalonde — 17 min 5 s McDonald — 55 min 51 s | Arbitrage : Mickey Ion |
| Hap Holmes       | Gardiens                                                       | Georges Vézina              | | Arbitrage : Mickey Ion |
|                  |                                                                |                             | | Arbitrage : Mickey Ion |
|                  |                                                                |                             | | Arbitrage : Mickey Ion |